# Nico Schulz
Nico Schulz (* 1. dubna 1993, Berlín, Německo) je německý fotbalový obránce a mládežnický reprezentant, od července 2019 hráč německého klubu Borussia Dortmund.

## Klubová kariéra
Schulz začal s fotbalem na profesionální úrovni v klubu Hertha BSC. V srpnu 2015 přestoupil do klubu Borussia Mönchengladbach.
V červenci 2017 podepsal smlouvu s jiným německým klubem TSG 1899 Hoffenheim.
21.5. 2019 přestoupil za částku 28 milionů Eur do Borussie Dortmund.

## Reprezentační kariéra
Nico Schulz reprezentoval Německo v mládežnických kategoriích U16, U17, U18, U19 a U21. 

Trenér Horst Hrubesch jej nominoval na Mistrovství Evropy hráčů do 21 let 2015 konané v Praze, Olomouci a Uherském Hradišti.

## Úspěchy

### Individuální
- Tým sezóny Bundesligy podle kickeru – 2017/18,[5] 2018/19[6]